# XHTML
XHTML (Extensible HyperText Markup Language) er et XML markup language, der er en udvidelse af HTML, som gør det til et XML-dokument. XHTML indeholder de samme elementer som HTML, men skrives efter andre regler baseret på XML (Extensible Markup Language), og kan derfor anses som en reformulering af HTML i sproget XML.

## Grundlæggende forskelle mellem HTML og XHTML
I XHTML
- skal alle elementer afsluttes
- skal det altid være det næmeste element, der afsluttes
- skal alle elementer og attribute skrives med små bogstaver lower case
- skal værdien af attributter stå med anførselstegn
- tillades minimerede attributter ikke
- bruges attributten "id" til identifikation

### Eksempler

#### Alle elementer afsluttes
Dårlig:
```
 Mad<br>
 Liste over drikke
 <ul>
   <li>Kaffe</li>
   <li>Te
     <ul>
       <li>Sort te</li>
       <li>Grøn te</li>
     </ul>
   <li>Mælk</li>
 </ul>

```

God:
```
 Mad<br />
 Liste over drikke
 <ul>
   <li>Kaffe</li>
   <li>Te
     <ul>
       <li>Sort te</li>
       <li>Grøn te</li>
     </ul>
   </li>
   <li>Mælk</li>
 </ul>

```

#### Nærmeste element afsluttes
Dårlig:
```
 <b><i>Hallo</b></i>

```

God:
```
 <b><i>Hallo</i></b>

```

#### Elementer og attributter skrives med små bogstaver
Dårlig:
```
 <P CLASS="BASIS">Hej med dig<BR />dette er næste linje</P>

```

God:
```
 <p class="basis">Hej med dig<br />dette er næste linje</p>

```

#### Værdien af attributter står med anførselstegn
Dårlig:
```
 <table width=100%></table>

```

God:
```
 <table width="100%"></table>

```

#### Ingen minimerede attributter
Dårlig:
```
 <frame noresize />

```

God
```
 <frame noresize="noresize" />

```

#### "Id" til identifikation
Dårlig:
```
 <img src="picture.gif" name="picture1" />

```

God:
```
 <img src="picture.gif" id="picture1" />

```